# 1391

## Esdeveniments
La majoria dels calls de Castella i la Corona d'Aragó són assaltats, i els jueus forçats en massa a convertir-se.
- 1 d'agost - Inca (Mallorca): la població cristiana en saqueja el call.
- 2 d'agost - Palma, Mallorca: La població cristiana en saqueja el call.[1]
- 5 d'agost - Barcelona: la població cristiana en saqueja el call. Pogrom de Barcelona.[2]
- 10 d'agost - Girona: tanquen els jueus de la ciutat a la Torre Gironella per obligar-los a convertir-se al cristianisme.
- 17 d'agost - Perpinyàː Assalt al call de Perpinyà.[3]